# Colias felderi
Colias felderi är en fjärilsart som beskrevs av Grum-grshimailo 1891. Colias felderi ingår i släktet Colias och familjen vitfjärilar. Inga underarter finns listade i Catalogue of Life.